# Fürth Pirates
Die Fürth Pirates sind eine Baseballmannschaft aus dem Fürther Ortsteil Burgfarrnbach. Das Team spielt derzeit in der 2. Baseball-Bundesliga Südost. Nachdem es im Jahr 2018 nur knapp nicht zum Aufstieg gereicht hat, konnte die Mannschaft 2019 die Rückkehr in die Zweitklassigkeit feiern. Zuletzt spielten sie 2016 in der zweithöchsten deutschen Spielklasse. Den größten Erfolg feierte die Mannschaft 2004, als sie ins Finale um die Deutsche Meisterschaft einzog, das sie gegen den Serienmeister Paderborn Untouchables verlor. In der Saison 2005 wurden erneut die Playoffs erreicht. Diesmal scheiterten die Fürther in drei Spielen am späteren Vizemeister Solingen Alligators.
Der Rückzug des Hauptsponsors führte vor der Saison 2006 zu den Abgängen etlicher Stammkräfte, die die Fürther nicht kompensieren konnten. Zum Saisonende stiegen sowohl die Bundesligamannschaft als auch das zweite und dritte Pirates-Team ab. Nach dem Abstieg 2007 in die Regionalliga stiegen die Pirates 2008 freiwillig in die Bayernliga ab, konnten aber bereits 2009 wieder in die Regionalliga aufsteigen.
Bekannt ist der Verein auch für seine gute Jugendarbeit. Er gewann wiederholt bei den bayerischen Meisterschaften und belegte auch bei den Deutschen Meisterschaften immer wieder vordere Ränge. Zudem stellt der Verein traditionell viele Spieler für die bayerischen Auswahlmannschaften und die Nationalmannschaften.